# Karsten Kroon
Karsten Kroon (Dalen, 29 de gener del 1976 a) és un ciclista neerlandès professional del 1999 al 2014.
Com a ciclista amateur, Kroon mostrà el seu talent guanyant la cursa professional Ronde van Drenthe el 1996. Després arribà a l'equip B de Rabobank el 1997, on guanyà diverses curses amateurs en dos anys. El 1999 passà a professionals amb Rabobank, on corregué fins al 2005. Només aconseguí unes quantes victòries en els seus sis anys a Rabobank, la més important de les quals fou la vuitena etapa, disputada el Dia de la Bastilla, del Tour de França 2002. Kroon i el seu company d'equip Erik Dekker arribaren al final de l'etapa en una escapada amb cinc homes més, i amb l'ajut de l'experimentat Dekker, Kroon s'emportà una etapa en el seu primer Tour de França. Durant la seva estada a l'equip Rabobank, Kroon arribà a dur el mallot de la muntanya en cadascuna de les tres grans voltes del ciclisme, tot i que en cap d'elles aconseguí conservar-lo fins al final.
El 10 d'agost del 2005 anuncià que marxava al Team CSC. Kroon volia més llibertat a les curses. "No he dit mai que vulgui ser un líder," explicà a Cyclingnews.com, "només vull oportunitats." A les curses de primavera del 2006, Kroon fou un dels líders de l'equip en algunes curses del ProTour. Acabà entre els deu primers a la Tirreno-Adriatico i el Tour de Flandes. Tot i això, el seu treball més destacat seguiria sent com a gregari, ajudant el seu company d'equip Fränk Schleck a guanyar l'Amstel Gold Race. Quan Schleck atacà del grup davanter, Kroon espatllà amb èxit els intens dels ciclistes que intentaven atrapar Schleck, i acabà en quarta posició després de Schleck, Steffen Wesemann i el seu ex-company d'equip Michael Boogerd. A la Fletxa Valona, Kroon acabà pujant al podi com a tercer, just davant de Schleck.

## Palmarès
- 1996
  - 1r a la Ronde van Drenthe
- 1997
  - 1r a la Vlaamse Pijl
  - Vencedor d'una etapa del Circuit Francobelga
  - Vencedor d'una etapa al Tríptic de les Ardenes
- 1998
  - 1r al Ster Elektrotoer i vencedor d'una etapa
  - Vencedor de 2 etapes de la Volta a Navarra
  - Vencedor d'una etapa del Circuit des Mines
  - Vencedor d'una etapa de la Volta a Castella i Lleó
  - Vencedor d'una etapa del Triptyque des Monts et Châteaux
- 2001
  - 1r al Gran Premi del cantó d'Argòvia
- 2002
  - Vencedor d'una etapa del Tour de França
- 2003
  - Vencedor d'una etapa del Tour du Poitou-Charentes
- 2004
  - 1r al Gran Premi de Frankfurt
- 2006
  - Vencedor de 2 etapes del Drei-Länder-Tour
- 2008
  - 1r al Gran Premi de Frankfurt
  - Vencedor d'una etapa de la Volta a Castella i Lleó

### Resultats al Tour de França
- 2002. 146è de la classificació general. Vencedor d'una etapa
- 2004. 115è de la classificació general
- 2005. 135è de la classificació general
- 2010. 138è de la classificació general
- 2012. 143è de la classificació general

### Resultats a la Volta a Espanya
- 2001. 107è de la classificació general
- 2003. 100è de la classificació general
- 2007. 52è de la classificació general
- 2008. 72è de la classificació general
- 2009. 76è de la classificació general
- 2011. Abandona (14a etapa)

### Resultats al Giro d'Itàlia
- 2000. 103è de la classificació general
- 2013. No surt (14a etapa)